# جشنواره بین‌المللی فیلم زنگبار
جشنواره بین‌المللی فیلم زنگبار (انگلیسی: Zanzibar International Film Festival) یا (ZIFF) یک جشنواره فیلم سالیانه است که از سال ۱۹۹۷ در زنگبار مرکز تانزانیا برگزار می‌شود.
ZIFF جشنواره‌ای غیردولتی است و با هدف ارتقا فرهنگ زنگبار و صنعت فیلم و گردشگری توسط سازمان‌های فرهنگی تأسیس شده‌است.
این جشنواره طی مدت ۱۰ روز و در ۱۵ بخش برگزار می‌شود. جدای از بخش اصلی که رقابتی است، در بخش‌های جنبی به برگزاری کلاس و کارگاه‌های آموزشی سینمایی و حتی کنسرت شبانه پرداخته می‌شود.
از ۱۹۹۸ تا ۲۰۱۳، جذب گردشگر تا ۷۰۰۰ نفر و میران مخاطبان این جشنواره ۱۰۰ هزار نفر برآورد شده‌است. جایزه اصلی جشنواره فیلم زنگبار کشتی طلایی Golden Dhow نام دارد که برگرفته از کشتی‌های کوچک یک دکله عربی است.
از آثاری که در این جشنواره برنده جایزه کشتی طلایی شدند، جناح (۱۹۹۸)، خاک و خاکستر (۲۰۰۴) و سوپا مودو (۲۰۱۸) قابل اشاره هستند.

## نگارخانه

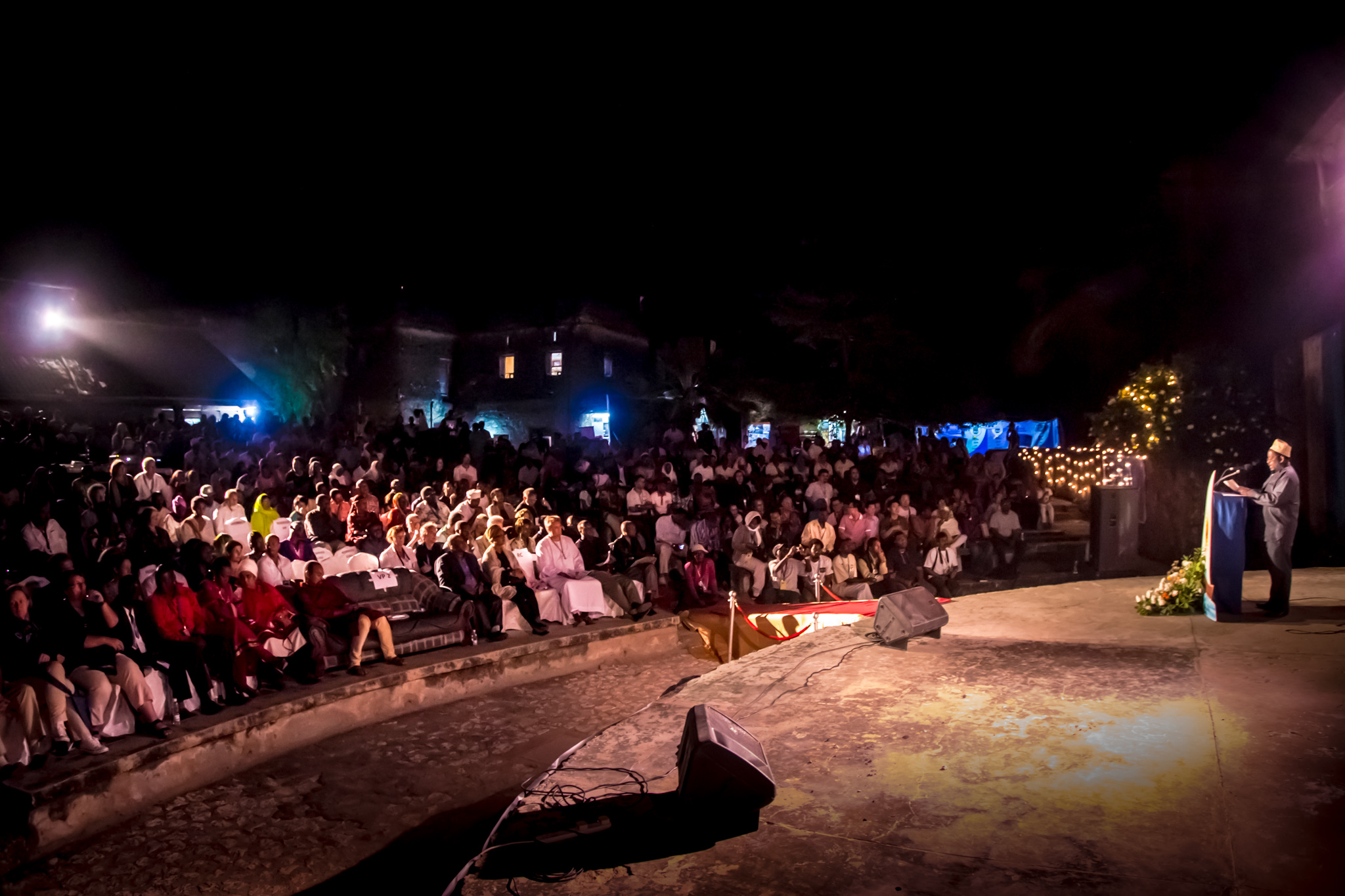
جشنواره بین‌المللی فیلم زنگبار ۲۰۱۳ و حضور مخاطبان